# Exocentrus nonymoides
Exocentrus nonymoides là một loài bọ cánh cứng trong họ Cerambycidae.